# Triste herencia
Triste herencia es un cuadro del pintor español Joaquín Sorolla que fue realizado en el año 1899. Se trata de una obra de grandes dimensiones en la que se representa una escena tomada al natural de la playa del Cabañal de la ciudad de Valencia (España), en la que se ven diferentes niños afectados de varios tipos de incapacidad que se disponen a tomar un baño en el mar como medida terapéutica para combatir sus problemas de salud.
Destaca la figura central de uno de los niños que se mueve con dificultad apoyado en unas muletas, en el que pueden apreciarse las secuelas de la poliomielitis, enfermedad por entonces muy frecuente y que producía graves afectaciones permanentes del aparato locomotor. Un religioso de la orden de San Juan de Dios le ayuda y vigila atentamente a los pequeños. La obra sería la última de la serie de pinturas de temática social que pintó en su etapa de consolidación, entre las que se encontraban Otra margarita (1892), Trata de blancas (1894) o ¡Aún dicen que el pescado es caro! (1894).
Este cuadro se presentó a la Exposición Universal de París del año 1900, y fue premiado con el Grand Prix. En 1901 obtuvo la Medalla de Honor en la Exposición Nacional de Bellas Artes (España). Fue adquirido en 1981 por Bancaja a la Iglesia de la Asunción de Nueva York.